# Ferdinand (häst)
Ferdinand, född 6 april 2000, död 2002, var ett engelskt fullblod, mest känd för att ha segrat i Kentucky Derby (1986) och Breeders' Cup Classic (1987). Han utsågs även till 1987 års United States Horse of the Year.

## Karriär
Ferdinand var en fuxhingst efter Nijinsky och under Banja Luka (efter Double Jay). Han föddes upp av Howard B. Keck och ägdes av Elizabeth A. Keck. Han tränades under tävlingskarriären av Charlie Whittingham.
Ferdinand tävlade mellan 1985 och 1988 och sprang under sin tävlingskarriär in 3 777 978 dollar på 29 starter, varav 8 segrar, 9 andraplatser och 6 tredjeplatser. Han tog karriärens största segrar i Kentucky Derby (1986) och Breeders' Cup Classic (1987). Han segrade även i Santa Catalina Stakes (1986), Malibu Stakes (1986), Goodwood Handicap (1987), Cabrillo Handicap (1987) och Hollywood Gold Cup (1987).

### Som avelshingst
Ferdinand stallades upp som avelshingst i USA 1989 och såldes senare till ett japanskt stuteri 1994. 2002 uppmärksammades Ferdinand, som hastigt skickats till slakt i Japan utan någon ceremoni eller meddelande till tidigare ägare, något som upprörde många entusiaster. Troligtvis blev Ferdinand antingen husdjurs- eller människomat.
Ferdinands död var katalysatorn för den så kallade Ferdinand Fee, ett frivilligt donationsprogram för att hålla före detta tävlingshästar vid liv, samt Friends of Ferdinand, en ideell grupp som bildades 2005 med målet att pensionerade tävlingshästar ska få andra karriärer.

## Ferdinand Fee
Sommaren 2006 initierade New York Owners and Breeders' Association, med säte i Saratoga Springs, New York, en liten frivillig avgiften per löp som kallas "Ferdinand Fee". Pengarna kommer att gå till Bluegrass Charities och Thoroughbred Charities of America, två organisationer som hjälper till att finansiera hjälp för pensionerade tävlings- och avelshästar.
För att även upprätthålla säkerheten för fullblod som skickas till stuterier runt om i världen, inkluderar vissa ägare nu återköpsklausuler i sina avelskontrakt. Enligt uppgift inkluderades sådana klausuler för Kentucky Derby-vinnaren Silver Charm (som flyttades till Old Friends Equine i Georgetown, Kentucky vid sin pensionering 2014 efter att återköpsklausulen åberopades) och Dubai World Cup-vinnaren Roses In May, som båda skickades till Japan.